# Filhos do Iraque
Sahwa (الصحوة, "despertar" em árabe), também conhecidos como Filhos do Iraque ou Despertar Sunita ou Conselho do Despertar, foram uma força auxiliar do exército iraquiano, composta por coalizões entre xeiques tribais iraquianos, bem como ex-oficiais militares de Saddam Hussein e por ex-insurgentes sunitas que uniam para manter a estabilidade em suas comunidades.
Foram criados pelo xeque Ahmed Abu Richa e financiados pelos militares dos Estados Unidos no final de 2006 e contribuíram significativamente para o declínio da violência iniciada no segundo semestre de 2007. A província de Al-Anbar, um antigo reduto da insurgência sunita, foi a primeira a criar o Sahwa, no final de 2006.
Considerados como "traidores" por seus antigos companheiros insurgentes e pela al-Qaeda no Iraque, os Sahwa foram alvos de inúmeros ataques e assassinatos.
Em 6 de junho de 2012, 70.000 membros se juntaram às forças de segurança iraquianas ou obtiveram trabalho civil, enquanto 30.000 continuaram a realizar missões de segurança.
Os Filhos do Iraque tornaram-se virtualmente inexistentes até 2013, devido à relutância do ex-primeiro-ministro iraquiano Nouri al-Maliki em integrá-los aos serviços de segurança. Os sunitas que anteriormente atuaram no grupo, então, seriam confrontados com a opção de ficarem desempregados ou se juntarem ao Estado Islâmico do Iraque e do Levante. 